# Park Narodowy Kawésqar
Park Narodowy Kawésqar (hiszp. Parque nacional Kawésqar) – park narodowy w Chile położony w regionie Magallanes, w prowincjach Magallanes (gminy Punta Arenas oraz Río Verde) i Última Esperanza (gmina Natales). Został utworzony 26 stycznia 2018 roku na skutek podziału, istniejącego od 1969 roku, rezerwatu narodowego Alacalufes na park narodowy i rezerwat przyrody. Park narodowy objął część lądową dotychczasowego rezerwatu, a rezerwat przyrody część morską. Park zajmuje obszar 28 423,29 km² i jest drugim co do wielkości parkiem narodowym w Chile. 

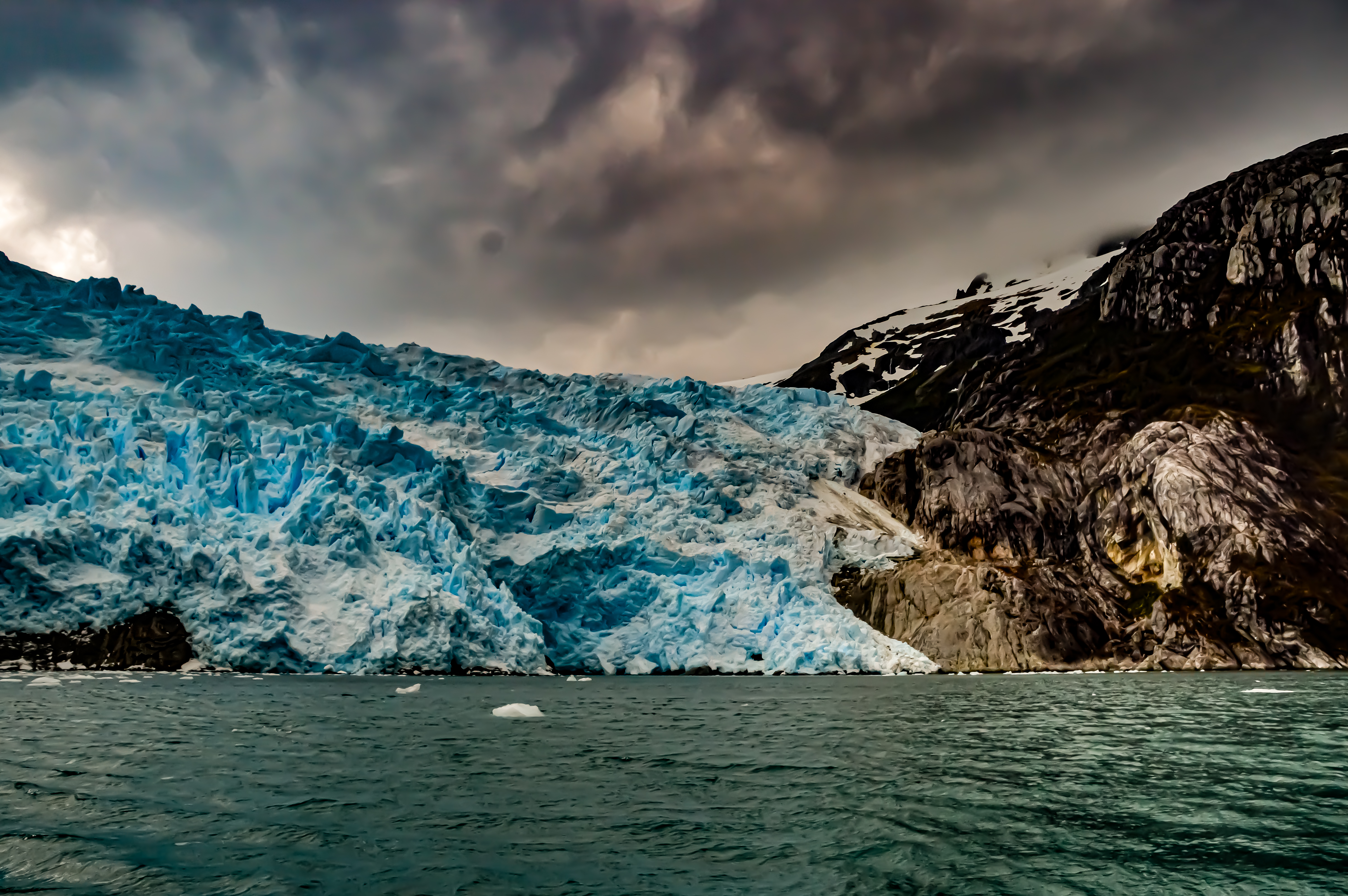
Lodowiec Sarmiento de Gamboa na wyspie Santa Ines

## Opis
Park obejmuje dużą, zachodnią część archipelagu południowej Patagonii. Są to górzyste wyspy (w tym zachodnia część wyspy Riesco, wyspy Santa Ines i Clarence), o wysokościach nieprzekraczających 1000 m n.p.m., z licznymi fiordami, jeziorami, terenami podmokłymi i lodowcami. 
Północny obszar parku charakteryzuje się chłodnym klimatem umiarkowanym o dużej wilgotności ze średnią roczną temperaturą +7,2 °C. W części południowej parku średnia roczna temperatura wynosi +6,5 °C. Opady w niektórych częściach parku mogą osiągać 3000 mm rocznie.

## Flora
W północnej części parku występują lasy w których dominuje Nothofagus betuloides, Nothofagus pumilio, Pilgerodendron uviferum, Drimys winteri i Embothrium coccineum.
Południowa część parku to głównie tundra subantarktyczna z dużym udziałem torfowisk. Rośnie tu głównie Bolax gummifera, Azorella selago, Astelia pumila, Donatia fascicularis, Bolax bovei, Phyllachne uliginosa, torfowiec magellański, Schoenus antarcticus i Oreobolus obtusangulus.

## Fauna
Park jest siedliskiem około 24 gatunków ssaków, wśród których wyróżniają się zagrożone wyginięciem huemal chilijski i wydrak południowy. Żyją tu także m.in.ː puma płowa, ocelot argentyński, nibylis andyjski, nibylis argentyński.
W parku występuje 136 gatunków ptaków takich jak np.ː kondor wielki, elenia białoczuba, krytonosek magellański, dzięcioł magellański, albatros czarnobrewy.
Na wybrzeżach wysp można spotkać różne gatunki delfinów i pingwinów, a także m.in. uchatkę patagońską i mirungę południową.